# Quad Flat Package

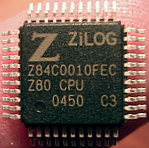
Un Z80 en formato QFP de 44 pines (variante LQFP).

El encapsulado cuadrado plano o Quad Flat Package (QFP) es un empaquetado o encapsulado de circuito integrado para montaje superficial con los conectores de componentes extendiéndose por los cuatro lados.
Los pines se numeran en sentido contrario a las agujas del reloj a partir del punto guía.
En QFP se utilizan habitualmente de 44 a 200 pines, con una separación entre ellos de 0,4 a 1 mm. Esto es una mejora respecto del encapsulado Small-Outline Integrated Circuit (SOP o SOIC) porque permite una mayor densidad de pines y utiliza las cuatro caras del chip (en lugar de solo dos). Para mayor cantidad de pines se utiliza la técnica Ball Grid Array (BGA), que permite usar toda la superficie inferior.
El antecesor directo de QFP es Plastic Leaded Chip Carrier (PLCC), que utiliza una mayor distancia entre pines 1,27 mm (50 milésimas de pulgada, a veces abreviada mil) y una mayor altura del encapsulado.
Las siglas QFP también pueden hacer referencia a la tecnología de lógica digital Quantum Flux Parametron.

## Variantes

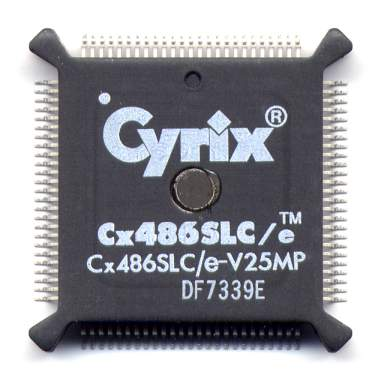
Microprocesador Cyrix Cx486SLC en Bumpered Quad Flat Package (BQFP).

Aunque la base de todos es un rectángulo (o cuadrado) plano con los pines por todos los lados, se utilizan múltiples variantes.
Las diferencias son usualmente en número de pines, espaciado entre ellos, dimensiones y material usado (normalmente para mejorar las características térmicas).
Una variante clara es el Bumpered Quad Flat Package (BQFP) que presenta unos salientes en las esquinas del cuerpo del encapsulado que protegen a los pines contra daños mecánicos antes de su soldadura.
- BQFP (Bumpered Quad Flat Package)
- BQFPH (Bumpered Quad Flat Package with Heat-spreader)
- CQFP (Ceramic Quad Flat Package)
- FQFP (Fine-pitch Quad Flat Package)
- HQFP (Heat-sinked QFP)
- LQFP (Low-profile Quad Flat Package)
- MQFP (Metric Quad Flat Package)
- PQFP (Plastic Quad Flat Package)
- SQFP (Small Quad Flat Package)
- TQFP (Thin Quad Flat Package)
- VQFP (Very-small Quad Flat Package)
- VTQFP (Very Thin Quad Flat Package)